# Marco Fidel Suárez
Marco Fidel Suárez Barrientos (Hatoviejo, 23 de abril de 1855-Bogotá, 3 de abril de 1927) fue un escritor, necrólogo, diplomático, político, filósofo, educador y catedrático. Fue presidente de Colombia entre el 7 de agosto de 1918 y el 11 de noviembre de 1921. Miembro del Partido Conservador Colombiano. 
Proveniente de una familia de pocos recursos, con formación clerical durante su adolescencia, ocupó diversos trabajos como maestro, escritor. Luego fungió como militar hasta su retirada a raíz de la derrota de su causa.  A partir de 1896 Suárez se adentró en el mundo de la política.
Fue un escritor, apareciendo sus letras publicadas en el Boletín de Historia y Antigüedades de la Academia Nacional de Historia (de la que era miembro), en el Diario Oficial (la gaceta oficial del gobierno), las revistas Colombia Ilustrada, Mundo Al Día y Cromos; y en los periódicos Repertorio, el popularísimo Papel Periódico Ilustrado, El Correo Nacional, El Nacionalista, El Nuevo Tiempo, entre muchos otros más. También fue un destacado necrólogo, es decir, escritor de vida y obras de personajes importantes del país y que al momento de ser publicadas estos ya habían fallecido. Su extensa obra en esta materia es citada como un importante referente cultural e histórico en Colombia, siendo así mismo pionero en esta materia. Igualmente merece especial mención su obra satírica y semiautobiográfica Sueños de Luciano Pulgar.
Fue canciller de Colombia en tres gobiernos distintos, destacando en los 3 por sus habilidades diplomáticas y por sus posturas pacifistas. En sus encargos diplomáticos se hizo cargo del asunto de Santiago Pérez Triana, entabló relaciones comerciales con España, Francia, Italia y Alemania; y adoptó la doctrina Respice Pollum, con la cual Colombia se alineó definitivamente con las políticas de Estados Unidos, y que sigue vigente a la fecha.
Fue elegido presidente de Colombia en 1918, apoyado por el clero y el sector oficialista de su partido. Su gobierno se desarrolló en el escenario posterior a la Primera Guerra Mundial, el crecimiento del socialismo en Europa, la modernización del país y la pandemia de gripe de 1918. Apoyó y respaldó a Estados Unidos y sus políticas intervencionistas conocidas como "Gran Garrote" Fue el artífice de la aviación colombiana, tanto civil como militar, ya que en su gobierno fue fundada la compañía Scadta (hoy Avianca) y sentó las bases para la creación de la Fuerza Aérea Colombiana.Ocupó la presidencia hasta 1921, cuando se vio obligado a renunciar en calidad de licencia.

## Biografía

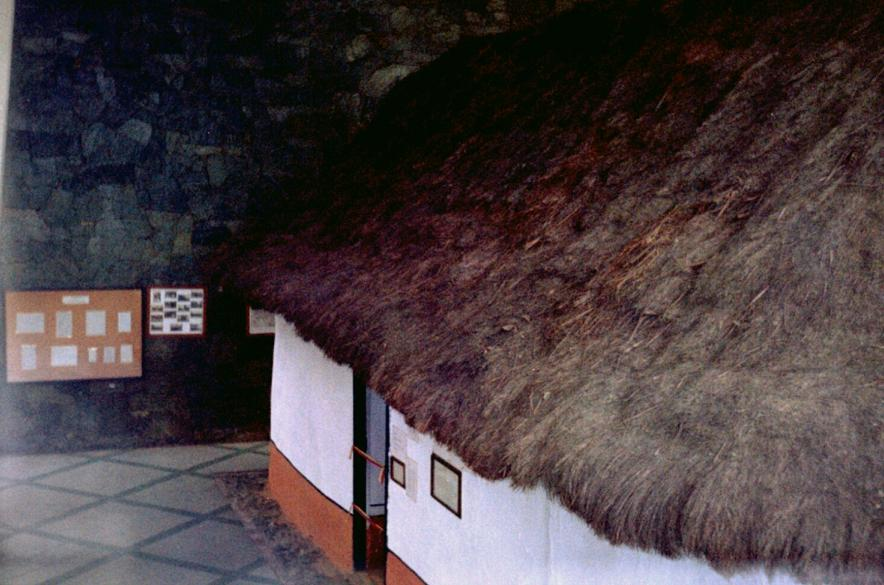
Choza donde nació Suárez en 1855. Hoy hace parte del complejo Museo Marco Fidel Suárez, en Bello, Antioquia.

Suárez nació en una humilde choza el 23 de abril de 1855 en Hatoviejo (hoy Bello, Antioquia), en la República de la Nueva Granada, en el hogar de la humilde trabajadora Rosalía Suárez (nacida en San Pedro de los Milagros), quien se desempeñó como lavandera, galletera y madre cabeza de hogar. Marco Fidel era hijo extramatrimonial (natural) de José María Barrientos Jaramillo.
El pequeño Marco Fidel vendía las galletas de su madre antes de la escuela, pero tuvo que retirarse a edad temprana por los problemas económicos de su madre, presuntamente viéndose obligado a tomar sus clases a través de la ventana de su escuela. Sin embargo, su buen desempeño llamó la atención del sacerdote católico Joaquín Bustamante, quien lo adoptó como aprendiz y se lo llevó consigo a las poblaciones de Fredonia y La Ceja del Tambo, donde su educación mejoró considerablemente.

### Seminario e inicios periodísticos
A los 14 años, en 1869 fue admitido en el Seminario Mayor de Medellín, gracias a la recomendación de su maestro y del padre Joaquín Tobón. Allí Suárez se licenció en latín, filosofía, teología, derecho canónico, bibliología, dogmática e historia eclesiástica. También colaboró en el periódico Repertorio Colombiano, propiedad de Carlos Martínez Silva. Desde 1872 también se dedicó a la enseñanza, en reemplazo de uno de sus profesores, en las mismas materias antes descritas, y sobresalió como orador. Adicionalmente, en 1873 se hizo colaborador del pequeño periódico El Seminarista.
Se graduó con excelentes calificaciones en 1876, en medio de la crisis social por el gobierno radical. Pese a su trayectoria impecable no se le permitió ordenarse sacerdote, a raíz de su origen extramatrimonial, lo que le causó una inmensa desilusión, pues además de su vocación, consideraba que su vida austera en la infancia iba acorde con los votos de pobreza de la profesión.

### Carrera militarː Revolución conservadora de 1879
Permaneció en la escuela masculina de su natal Hatoviejo, donde ejerció como docente y director, hasta 1879, cuando se unió al ejército de su departamento, comandado por Braulio Jaramillo, tras un estallido militar contra el gobierno local por las medidas anticlericales de los liberales. 
De regreso a su pueblo natal, Suárez se reencontró con su madre y su hermana, y regresó brevemente a la enseñanza por lo que quedaba del año. Luego fue nombrado teniente pero la derrota de su unidad lo obligó a retirarse a Santa Rosa de Osos, y luego se volvió a instalar en Hatoviejo.

### Llegada a Bogotá y enseñanza
En 1880 viajó hacia Bogotá, en lo que es descrito como un viaje contra las adversidades, ya que abundan las leyendas que indican que lo hizo a pie e incluso descalzo. Recién llegado a la ciudad en agosto, se presentó en el Colegio del Espíritu Santo, también dirigido por Martínez Silva, donde se presentó con sus credenciales del seminario. Ya para 1881 él mismo dictaba clases en el centro académico.
En el Colegio del Espíritu Santo, Suárez llegó a dictar clases con otros destacados profesores como Miguel Antonio Caro, a jóvenes de la élite capitalina como Antonio José Cadavid, José Vicente Concha y Miguel Abadía Méndez, a quienes volvería a ver años después como sus copartidarios.
Llegó a ganar un concurso de ensayos en honor al centenario del nacimiento del educador chileno Andrés Bello en 1881, ya que había estudiado la obra del educador durante su época de seminario. Su trabajo fue luego publicado por la Academia Colombiana de la Lengua en 1884 (a la que ingresó en 1881) y en 1885 se editó en España. En esa misma década colaboró con el proyecto Papel Periódico Ilustrado, de Alberto Urdaneta, y dio clases de diplomacia en la Universidad del Rosario, cátedra en la que destacó también durante su estancia en el seminario en Medellín.

### Inicios políticosː Ministerio de Relaciones Exteriores (1891-1896)
Dada su vasta experiencia en el campo internacional, fue nombrado canciller en el gobierno de  Carlos Holguín, del 10 de mayo de 1891 al 7 de agosto de 1892, en reemplazo de Antonio Roldán. Como Ministro de Relaciones Exteriores del país, Suárez celebró un tratado de amistad, comercio y navegación con el Imperio alemán; un tratado de extradición con España, y uno con Francia sobre asuntos comerciales. También hizo un tratado con Italia, poniendo adicionalmente fin a sus reclamaciones territoriales
Su éxito en el campo internacional llevó a que el nuevo presidente lo confirmara en el cargo hasta el 11 de mayo de 1896. Sus expresiones contra los liberales, durante el gobierno de Miguel Antonio Caro (ya que Suárez decía que el liberalismo era un "asqueroso cancro"), le hicieron merecedor por parte de sus rivales del sobrenombre de Mark the Ripper (Marco el estripador). De ese gobierno cabe destacar el problema de la doble nacionalidad del político Santiago Pérez Triana (hijo del expresidente Santiago Pérez), ya que estaba involucrado en un problema de presunta falsificación de documentos, por lo que Suárez solicitó apoyo al gobierno estadounidense para solucionar el asunto.

### Gobierno de Sanclemente (1898-1900)

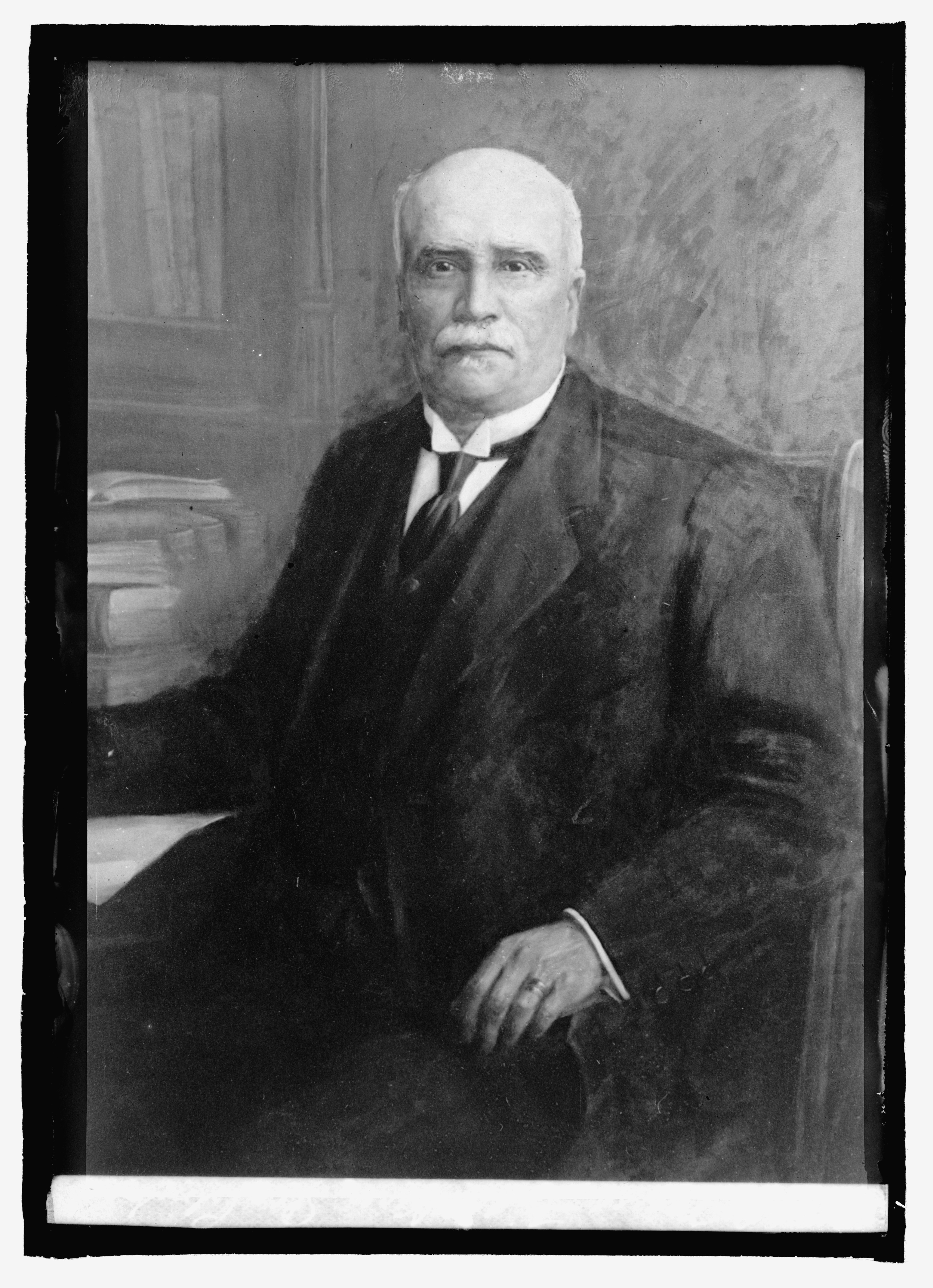
Suárez en 1909.

El 7 de agosto de 1898, fue nombrado ministro de Instrucción Pública por el gobierno nacionalista de Manuel Antonio Sanclemente, quien fue apoyado por Caro durante su controversial elección presidencial. El 31 de julio de 1900 cayó el anciano presidente Sanclemente y asumió el poder de forma fraudulenta el vicepresidente José Manuel Marroquín. Suárez dejó el ministerio como protesta ante lo que consideró como un golpe de Estado y escribió una protesta en contra del nuevo gobiernoː

"El infrascrito, Ministro de Instrucción Pública, encargado del despacho de Hacienda, consigna en este libro una protesta formal contra el atentado que, según es notorio, cometieron anoche varios individuos armados y el señor José Manuel Marroquín, usurpando la primera magistratura del Estado y desconociendo al excelentísimo doctor Manuel Antonio Sanclemente, quién desde el 3 de noviembre de 1898 se hallaba ejerciendo constitucional y legalmente dicho cargo.
(...)
 No pudiendo consular esta protesta con el excelentísimo señor presidente ni con mis colegas, veme obligado a formularla solo, lo cual hago, no para solemnizar el papel de víctima ni para levantar la opinión en contra del atentado de anoche, ni para hacer mal a persona alguna, sino porque creo que un deber inexcusable me obliga a levantar mi voz, aunque sea débil, contra la interrupción del régimen constitucional y contra el desconocimiento del gobierno."
Marco Fidel Suárez, 31 de julio de 1900

Fuera del gobierno, Suárez se dedicó de lleno a su esposa y a sus hijos, y se retiró de toda labor política. En 1909 fue nombrado canciller de Colombia por segunda vez, en el gobierno de Ramón González Valencia. Sin embargo, Suárez rechazó el ofrecimiento, y dos días después el presidente nombró a Enrique de Argáez como canciller. 

### Regreso al gobierno

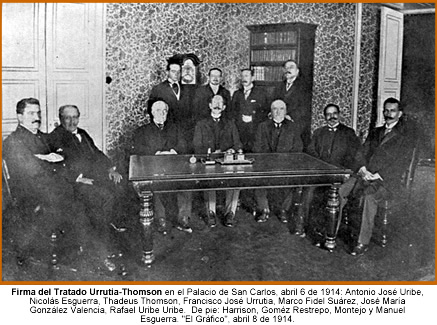
Suárez, en el centro, durante la firma del tratado Urrutia-Thompson, 1914.

El 23 de noviembre de 1911, el gobierno republicano Carlos Eugenio Restrepo lo llamó para que fuera su ministro de Instrucción Pública, siendo la segunda vez que ocupaba ese cargo, estando en él hasta el 12 de febrero de 1912. En 1913 Suárez presidió la Comisión Asesora de Relaciones Exteriores, y participó en la comisión enviada por el presidente Restrepo para la firma del Tratado Urrutia-Thompson, el 6 de abril de 1914; acuerdo celebrado entre Estados Unidos y Colombia.

### Cancillería de Colombia y dirección del Conservatismo (1914-1917)
Elegido presidente su antiguo alumno, José Vicente Concha, éste tuvo que dejar la dirección Partido Conservador, y recomendó la elección de Suárez en el cargo, puesto que estaba cerca su posesión presidencial. Suárez permaneció en la dirección del partido durante todo el gobierno de Concha, pese a que ambos eran opuestos ideológicamente, pero decidieron cooperar en nombre de la armonía del país.
Adicionalmente, 7 de agosto de 1914 el presidente Concha lo nombró como ministro de Relaciones Exteriores de su gobierno dadas sus capacidades conciliadoras y la experiencia que lo acreditaba, siendo la segunda vez que el político ocupaba esa cartera. La labor de Suárez fue clave para mantener la neutralidad de Colombia en la Primera Guerra Mundial, logrando sellar alianzas con los países vecinos. Como canciller, Suárez se vio enfrentado a la prensa colombiana, a las presiones de ambos bandos del conflicto (que acusaban a Colombia de no cumplir su neutralidad) y a los miembros de los partidos políticos, ya que había una facción pro-guerra dentro de su propio partido.
Su labor como director del partido favoreció el entendimiento nacional que estaba buscando para mantener incólume la neutralidad del país. La neutralidad respondió a la influencia fuerte en Colombia de alemanes, francés e ingleses por igual; los recientes acontecimientos de Panamá; el hastío de la población con la Guerra de los Mil Días; y la insuficiencia económica y militar del país para participar de las hostilidades.

### Candidatura presidencial
En 1917, la mayoría conservadora del Congreso lanzó la candidatura de Suárez a la presidencia. El 12 de agosto se llevó a cabo una manifestación pública de respaldo a dicha candidatura, y al aceptar Suárez dijo: «El suelo de Colombia es estéril para la simiente de la arbitrariedad». Por motivo de su postulación presidencial, e inconvenientes con el ejercicio del cargo, Suárez renunció el 29 de octubre de 1917 a su cargo como canciller de Colombia.

Suárez se enfrentó a la Unión Conservadora y los apoyos de los líderes liberales Benjamín Herrera, Eduardo Santos (director de El Tiempo), y el director del diario El Espectador Fidel Cano, que apoyaron al poeta conservador Guillermo Valencia, y al sector minoritario de los liberales que apoyaron a José María Lombana. Pese a ésta feroz oposición, Suárez se impuso sobre Valencia en una diferencia considerable del 10% del total de la votación.

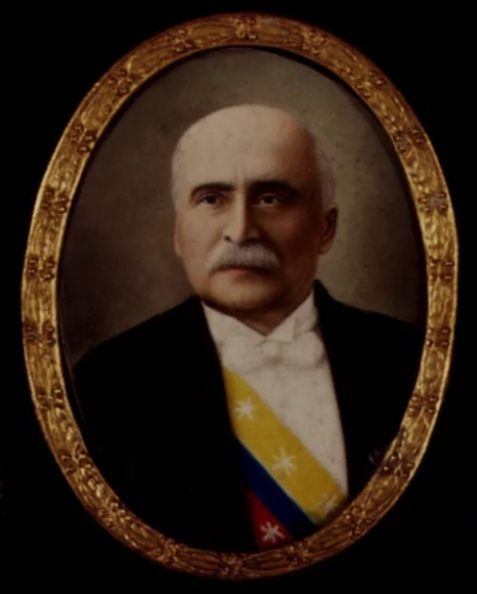
Fragmento del retrato presidencial de Suárez, Museo Nacional de Colombia, Bogotá.

### Presidencia (1918-1921)

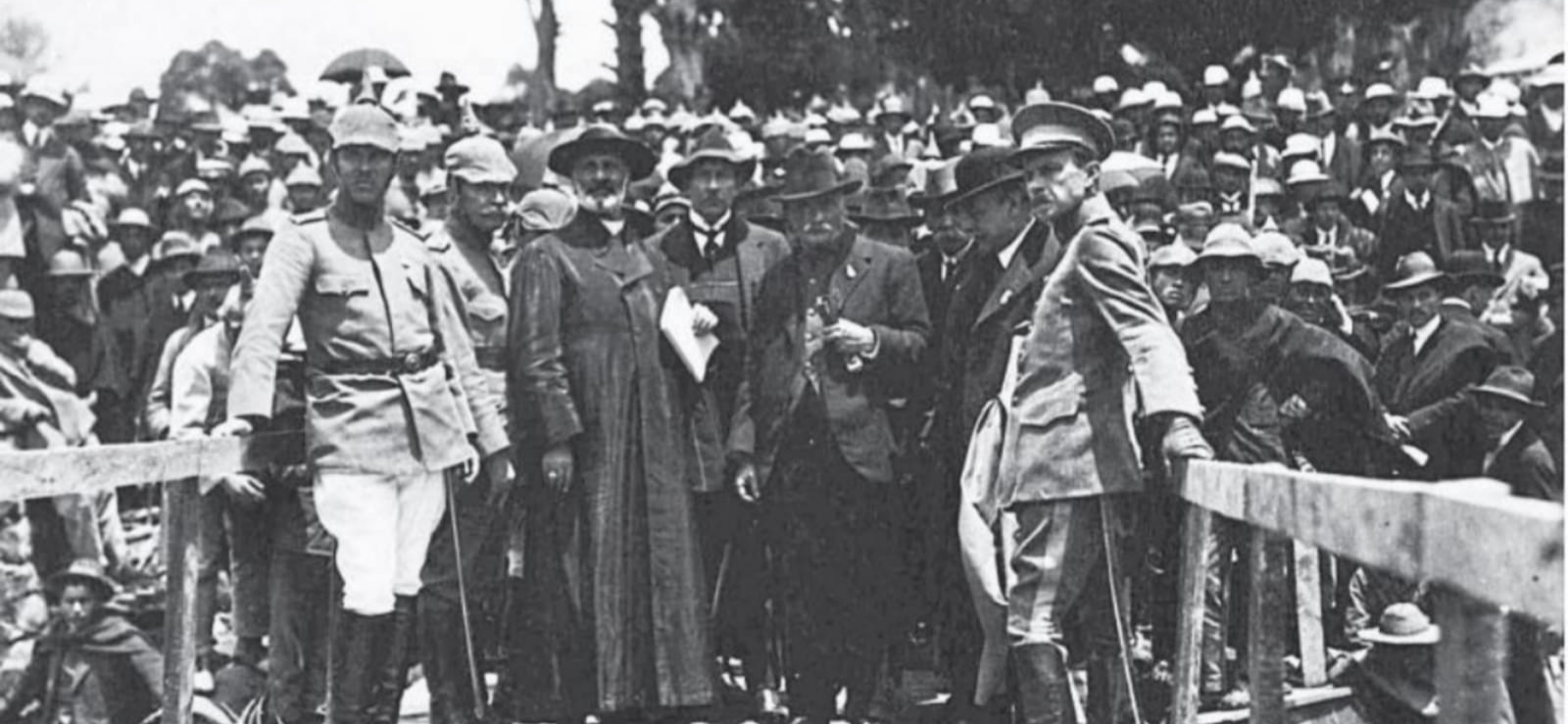
Suárez (centro) en el puente de Boyacá, 1919.

Suárez se posesionó el 7 de agosto de 1918, en el Capitolio Nacional, tomándole juramente el general Ospina, presidente del Congreso. Fue el primero y único a la fecha, en que el cargo protocolar de primera dama fue ocupado por la hija del jefe de Estado María Antonia Suárez Orrantia, y no de su esposa como es costumbre, que murió pocos días después del nacimiento del segundo hijo de Marco Fidel, Gabriel Suárez, varios años antes de siquiera pensar en candidatearse como presidente. El 14 de octubre de 1918, en Pittsburgh, Estados Unidos, murió su hijo Gabriel, víctima de la Gripe de 1918.

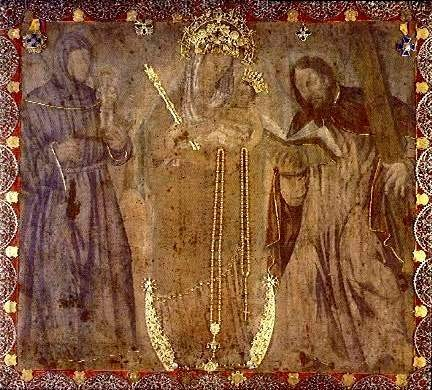
Reliquia con la imagen original de la Virgen de Chiquinquirá.

Su gabinete se disolvió dos meses después, logrando únicamente la lealtad del ministro del Tesoro, Esteban Jaramillo. El problema de la inversión extranjera de 1919, provocado por su ministro del Tesoro llevó a la tensión de las relaciones entre Colombia y los Estados Unidos. Colombia, que se vio afectada por el alzamiento de los precios, la inflación inmanejable, desempleo y quiebra de empresas. Para frenar el avance de la crisis creó el impuesto a la renta, el 27 de noviembre de 1918.El gobierno de Suárez, adepto al sistema capitalista y a la política expansionista estadounidense conocida como El Gran Garrote. De hecho el propio Suárez consagró el lema respice polum (Mirar hacia el Polo Norte), en clara alusión a los Estados Unidos, como referente de nación para Colombia. Se opuso a la influencia bolchevique de Rusia en el territorio colombiano. Trabajadores y artesanos dirigidos por el escritor liberal Maximiliano Grillo, estaban buscando la creación del primer partido comunista colombiano, y a lo largo del país provocaron varias huelgas, siendo en total 500, y todas culminadas por el ministro Esteban Jaramillo.

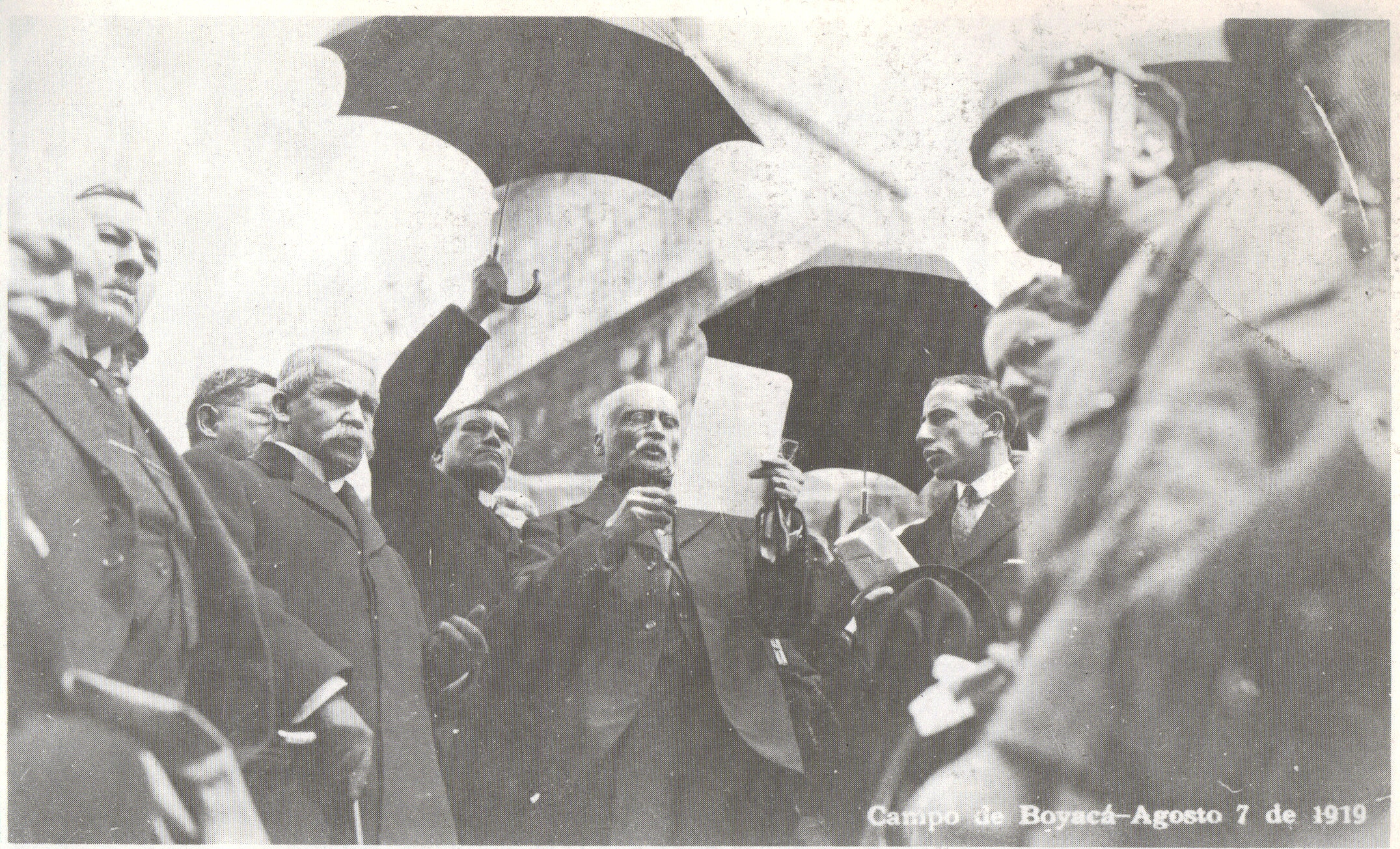
Suárez en Boyacá, 1919.

El 16 de marzo de 1919, se presentó la Masacre de los sastres en la Plaza de Bolívar de Bogotá, por protestas de artesanos y sastres ante un contrato de uniformes para el Ejército Nacional que usaría en el desfile de la celebración del centenario de la Batalla de Boyacá, el 7 de agosto de 1919. El gobierno reversó el contrato pero un fuerte aguacero impidió que se escuchara la lectura del discurso presidencial, lo que ocasionó disturbios y el Batallón Guardia Presidencial disparó dejando 20 muertos y 18 heridos. Este suceso, marcó la separación entre el gobierno y la oposición, que recrudeció sus acusaciones, poniendo a Suárez en contra de los líderes partidarios Laureano Gómez, Eduardo Santos, Alfonso López Pumarejo, Benjamín Herrera y Enrique Olaya Herrera.

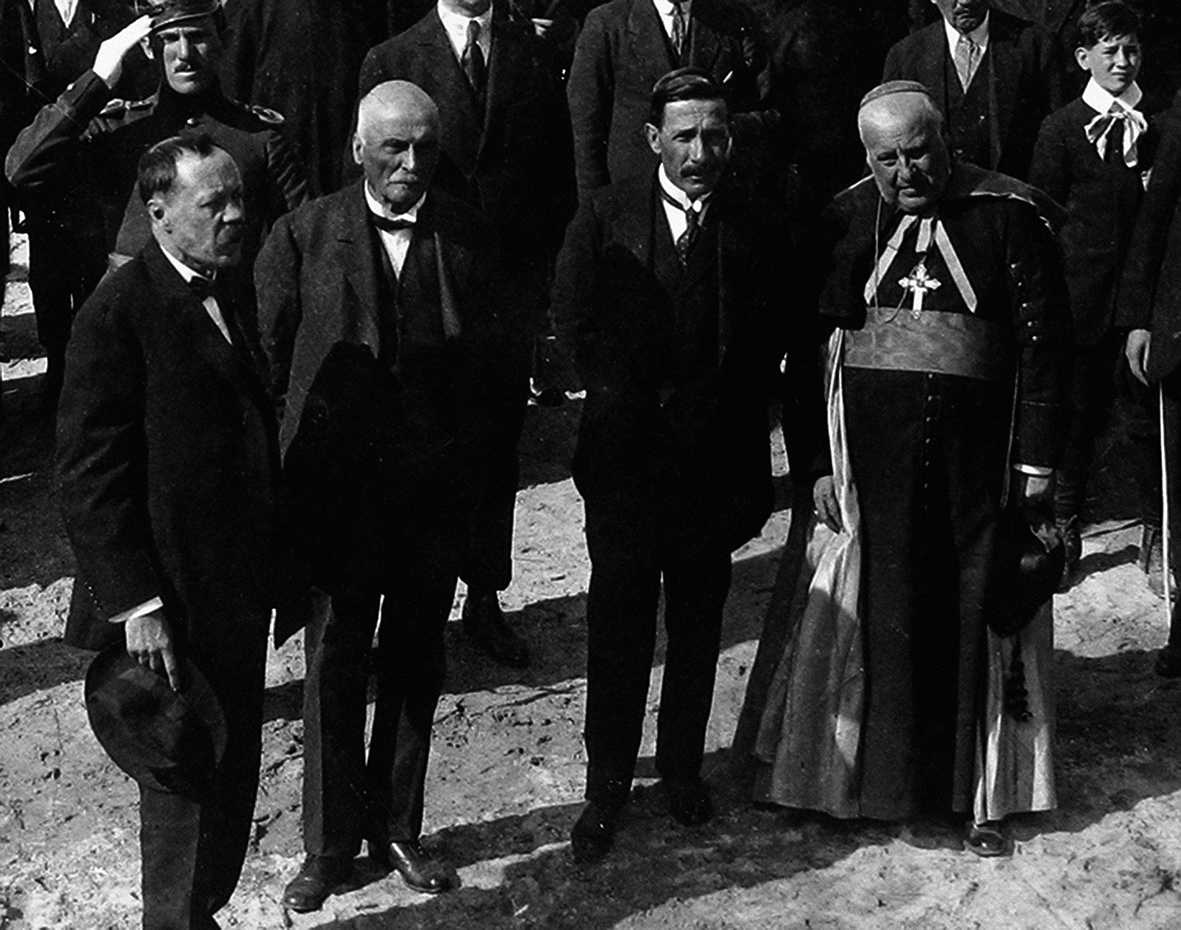
Suárez junto con el gobernador de Nariño, Julián Bucheli, y el obispo Antonio María Pueyo de Val, 1920.

El 9 de julio de 1919, el gobierno de Suárez encabezaron la consagración de Colombia a la Virgen de Chiquinquirá, imagen del siglo XVI. La ceremonia se realizó en Tunja. La celebración fue autorizada y vigilada desde el Vaticano por el Papa Benedicto XV, que envió un delegado a Colombia.
Fue fundada en julio de 1920, en Barranquilla la Sociedad Colombo Alemana de Transporte Aéreo (SCADTA), y en 1928 se convertiría en Avianca. También creó la Cruz de Boyacá con el ánimo de resaltar la labor de aquellos oficiales destacados del Ejército Nacional, la condecoración que después se hizo extensiva a los civiles y que constituye hoy el máximo galardón que puede otorgar el presidente de la República.

#### Renuncia
Luego de todos los problemas sociales y económicos, la gota que rebasó el vaso fue una carta enviada por Suárez al gobierno estadounidense, donde solicitaba la remoción de Alfonso López Pumarejo y de Luis Samper Sordo de la sucursal colombiana del Banco Mercantil Americano, con sede en Nueva York. La carta se filtró en la prensa colombiana el 18 de agosto de 1919 y salvo un periódico, toda la prensa colombiana se declaró opositora a Suárez, además de los ataques que iniciaron López y Samper personalmente contra el presidente.

Rendón representando a Holguín (platillos), Arroyo (tuba), Archila (clarinete) y Suárez (director), en alusión al favorecimiento de Ospina en las presidenciales de 1922.

En 1920 la situación se complicó con las bajas del precio del café, un conflicto entre el Congreso y los partidos políticos por la aprobación de un tratado bilateral con los Estados Unidos, y presión que Laureano Gómez, a través de la Cámara de Representantes ejercieron sobre los ciudadanos, y cada día era más inmanejable la situación para Suárez.
En septiembre de 1921 el escándalo del Banco Mercantil Americano reapareció. A eso se sumaron numerosas propuestas, la retirada del apoyo de sus antiguos aliados políticos, la renuncia de su gabinete una vez más y su imposibilidad de recomponerlo por espacio de un mes; y la intención seria del Congreso de destituir a Suárez del cargo, tras la aprobación de una moción de censura en su contra en ese mismo año.
El 4 de noviembre de 1921 Suárez había llegado a un acuerdo con la oposición y ofreció retirarse con la condición que se eligiera designado para reemplazarlo a Jorge Holguín (pariente lejano de su difunta esposa). El 9 de noviembre de 1921 Suárez envió al presidente del Senado una misiva en la que le hacía saber su determinación de separarse de la presidencia. Dos días después hizo efectiva esa separación y asumió el mando el primer designado, Jorge Holguín.
Al ser elegido Holguín, el presidente Suárez hizo efectivo su retiro, en calidad de licencia, a partir del 10 de noviembre hasta el término de su mandato constitucional en agosto de 1922. El presidente Suárez jamás renunció formalmente a la presidencia de Colombia.

### Postgobierno
Suárez se retiró de la política, dedicándose de lleno al periodismo y la literatura, pese a que alternó sus actividades con ocasionales encargos gubernamentales en la cancillería colombiana. 
Publicó en el periódico El Nuevo Tiempo -que se mantuvo leal a él durante su gobierno- entregas de su obra literaria Sueños de Luciano Pulgar, obra satírica que estaba dirigida a los contradictores durante su gobierno, y que se considera un referente literario en Colombia, por la inspiración de Suárez en las obras de clásicos como Rufino José Cuervo, Rafael María Carrasquilla, Miguel Antonio Caro y Antonio Gómez Restrepo. Las entregas fueron publicadas entre el 10 de marzo de 1923 y el 9 de marzo de 1927 y se compone de 12 volúmenes.

#### Encargos diplomáticos y últimos años
En 1924, en el gobierno de Ospina Vásquez, el Congreso nombró a Suárez como delegado ante Perú para la celebración del centenario de la Batalla de Ayacucho, pero él mismo renunció al nombramiento el 14 de noviembre de ese año. Luego, el 21 de febrero de 1925, el Congreso le nombró parte de la comisión asesora del Ministerio de Relaciones Exteriores. 
El 7 de agosto de 1926 el recién posesionado presidente conservador Miguel Abadía Méndez lo nombró como ministro de Relaciones Exteriores por tercera vez, pero Suárez renunció el 12 de enero de 1927. Aun así el Congreso lo reeligió para su cargo de asesor en la cancillería, ahora bajo la tutela del canciller Carlos Uribe.

#### Muerte
Marco Fidel Suárez falleció a las 11 de la noche del 3 de abril de 1927, a los 71 años, recibiendo los sacramentos católicos propios de la muerte el 29 de marzo, por el presbítero Eliécer Gómez. Su cuerpo se expuso en cámara ardiente en la Catedral Primada de Bogotá el 5 de abril, con la presencia del presidente Abadía y otros ilustres personajes.

## Familia

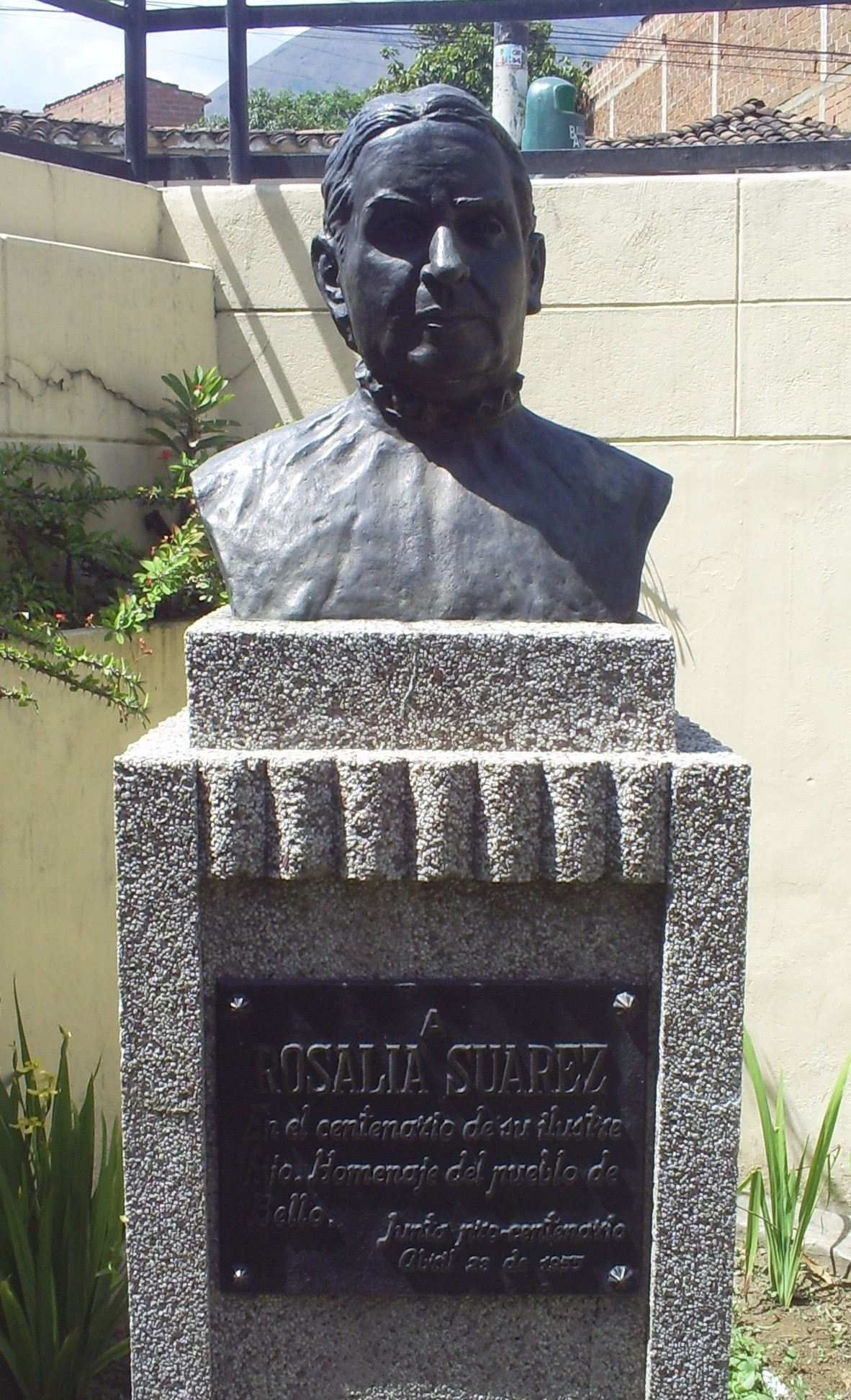
Busto de Rosalía Suárez, Bello.

Marco Fidel era hijo extramatrimonial de José María Barrientos Jaramillo con la humilde trabajadora Rosalía Suárez. Rosalía también fue madre de Soledad Suárez, quien se convirtió en una compañera de Marco Fidel durante toda su vida. Según el presente consenso entre los genealogistas colombianos José María Barrientos, quien hacia parte de la élite antioqueña de la segunda mitad del siglo XIX y primera del siglo XX, habría tenido un romance con Rosalía Suárez y sería el padre de Marco Fidel Suárez. De haber sido reconocido por su padre sus apellidos serían Barrientos y Suárez.
El padre de José María, Félix Barrientos Villa, fue cuñado del gobernador Alejo Santamaría Bermúdez. A su vez era nieto de Enrique Barrientos Ruiz, tío del Gobernador de Antioquia Estanislao Barrientos Villa y de las hermanas Marcelina, María del Rosario y María Antonia; las dos primeras fueron esposas de Mariano Ospina Rodríguez y la tercera del banquero Julián Vásquez Calle, fue también familiar del militar y gobernador de Antioquia Alejandro Vélez Barrientos.
Pese a que no se dio el reconocimiento legal por negativa del propio Suárez -pues se sabe que Barrientos tenía la intención de reconocerlo cuando Marco Fidel tenía 26 años y ya gozaba de prestigio como escritor- él y su padre mantuvieron una estrecha relación a través de correspondencia privada, en la cual se hacía alusión al parentesco entre ambos. En dicha correspondencia se supo que José María Barrientos permitió a su hijo usar el apellido, pero Suárez evidentemente se negó, dándole a su madre la importancia que consideró pertinente.

### Matrimonio
Suárez se casó con Isabel Orrantia y Borda, con quien tuvo a sus dos hijos, Gabriel y María Antonia Suárez Orrantia. Pese a no ser de familia de renombre, con su matrimonio Marco Fidel Suárez entró de lleno en la alta sociedad colombiana, ya que su esposa, Isabel Teresa del Carmen Orrantía Borda era sobrina nieta de Antonio José Caro y Fernández.
Caro era tío del político, poeta y fundador del Partido Conservador José Eusebio Caro, y quien a su vez es cabeza de la familia Caro, que entre otros miembros tiene a Miguel Antonio Caro (presidente de Colombia entre 1892 y 1898), su hermana Margarita Caro (casada con Carlos Holguín Mallarino [presidente entre 1888 y 1892] y madre de Margarita y Clemencia Holguín [primera dama entre 1951 y 1953 por su matrimonio con Roberto Urdaneta]), y su hijo Julio Caro, banquero y director del Banco de la República.
El padre de Isabel Orrantia, Joaquín Orrantia Benítez, era hermano de Ana María Orrantia Benítez, esposa del militar y diplomático Lázaro María Pérez Angulo, Embajador en el Imperio Alemán entre 1889 y 1891, y madre del banquero y periodista José Joaquín Pérez Orrantia, primer Gerente del Banco de la República y Presidente de la Cámara de Representantes.

## Obras
- Estudios gramaticales: introducción a las obras filológicas de D. Andrés Bello (1885).
- El Castellano de mi tierra (1910).
- Oración a Jesús (1913).
- Escritos (1914 y 1935).
- Columna Erasmo el Exiguo (1918-1921).
- Sueños de Luciano Pulgar (1923-1927)

## Homenajes

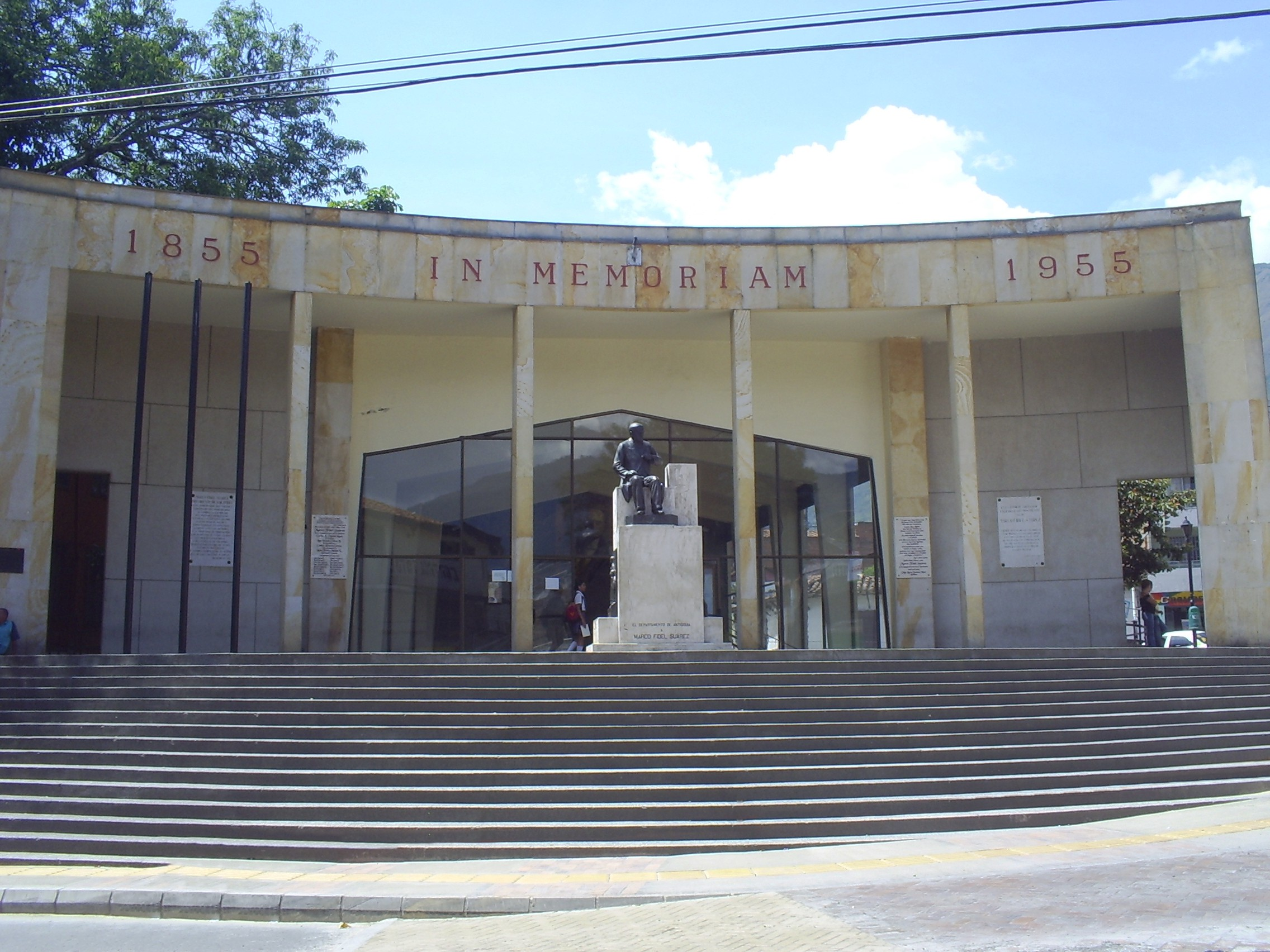
Monumento a Marco Fidel Suárez, Bello, Antioquia.

En 1883, Miguel Antonio Caro y Carlos Martínez Silva propusieron a Marco Fidel Suárez para miembro de número de la Academia Colombiana de la Lengua, por sus aportes a la literatura colombiana, además del parentesco por afinidad de Suárez con Caro. Suárez tiene varios monumentos alrededor de Colombia: 

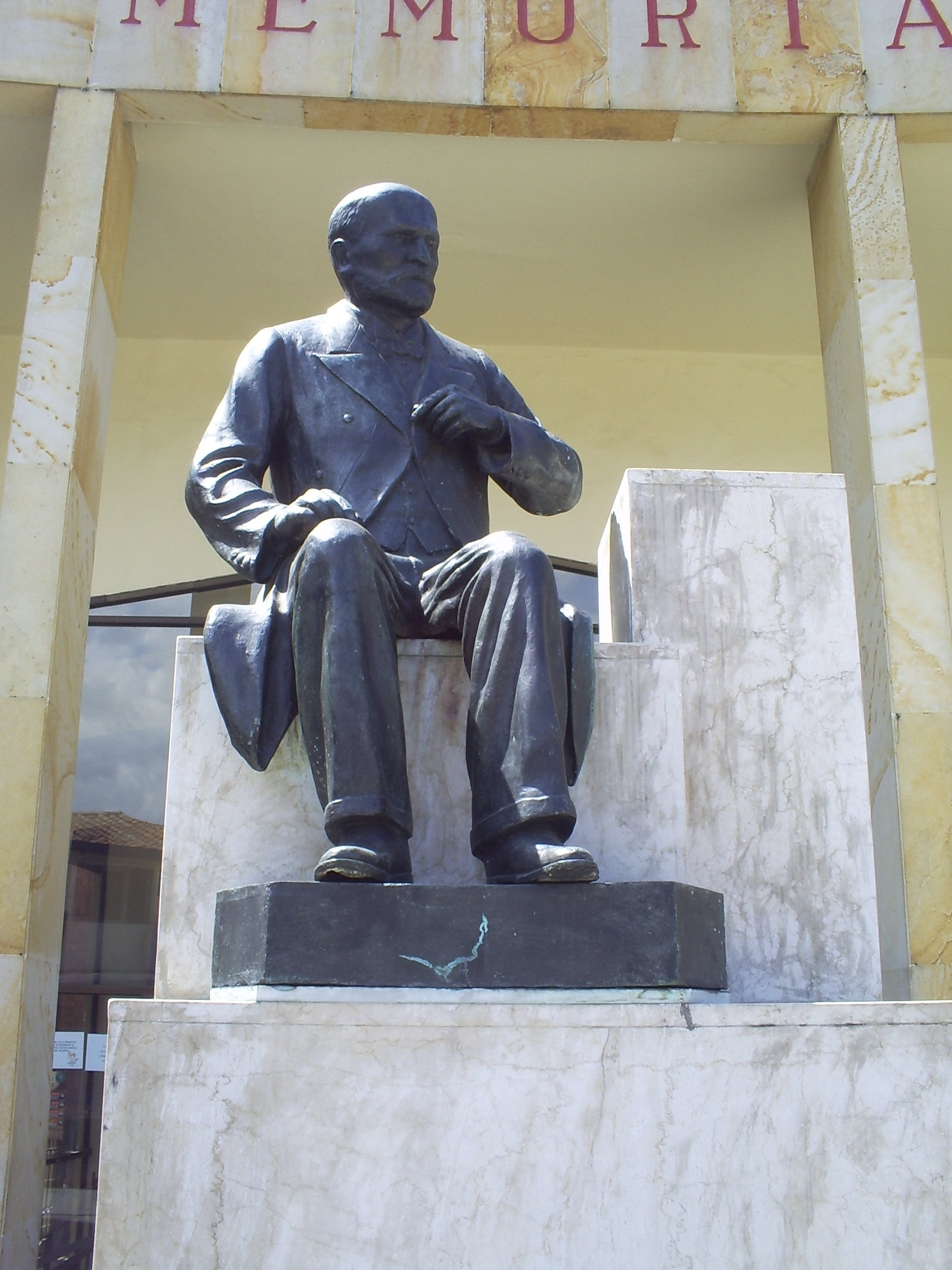
Estatua de Suárez, Bello, Antioquia.

El primero se encuentra en Bello (Antioquia), cerca al Parque Santander. La obra está conformada por la choza donde nació el expresidente, la edificación que la protege y una serie de esculturas. En el monumento se conserva una colección de algunos de sus objetos personales, donados por su nieta Teresa Morales de Gómez, entre los que se cuentan fotografías, cartas, manuscritos, la Banda Presidencial, una ruana, un gorro, una bufanda y la cartilla en la que aprendió a leer. 
La segunda obra se encuentra en Yopal, Casanare. Este homenaje se ubica en el Colegio Marco Fidel Suárez, el monumento hacia él se debe al nombre del colegio. También hay un colegio epónimo en el municipio de Bolívar, en Cauca, y una institución universitaria en su honor, pese a que en su infancia no tuvo acceso a educación.
Otro epónimo famoso es la Escuela Militar de Aviación Marco Fidel Suárez, adscrita al Ministerio de Defensa colombiano; de la misma manera hay una base aérea de la Fuerza Aérea Colombiana con el mismo nombre, donde se encuentra la escuela homónima. La relación de Suárez con la aviación colombiana se remonta a 1919, durante su gobierno.
En la Biblioteca Nacional de Colombia hay un busto en su honor. Suárez es mencionado en la obra El amor en los tiempos del cólera, novela de Gabriel García Márquez de 1985, en la que se le representa como un personaje secundario.
En Bogotá se encuentra el IED Marco Fidel Suárez.